# أفانت
أفانت (بالإنجليزية: Avant)‏ هو مغني وموسيقي ومغن مؤلف أمريكي، ولد في 26 أبريل 1978 في كليفلاند في الولايات المتحدة.

## وصلات خارجية
- الموقع الرسمي
- أفانت على موقع IMDb (الإنجليزية)
- أفانت على موقع ميوزك برينز (الإنجليزية)
- أفانت على موقع أول ميوزيك (الإنجليزية)
- أفانت على موقع ديسكوغز (الإنجليزية)
- أفانت على موقع قاعدة بيانات الفيلم (الإنجليزية)